# Margarethe Gramberg
Anna Mathilde Margarethe Gramberg (* 31. Januar 1895 in Donnerschwee; † 26. Januar 1968 in Oldenburg), geborene Hoyer, war eine deutsche Politikerin (DVP, FDP).

## Leben

### Frühe Jahre
Margarethe Gramberg wuchs in einem großbürgerlichen Elternhaus auf. Ihr Vater war der Brauereibesitzer und Fabrikant Hans Hoyer, ihre Mutter Adeline geb. Franksen, deren Vater Inhaber der Gießerei Koch und Franksen war. Nach dem Besuch der Cäcilienschule Oldenburg ging sie in ein Internat in London. Im Jahre 1914 wurde sie als Rotkreuzschwester ausgebildet und war danach einige Jahre als Krankenschwester tätig. 1916 heiratete sie den Arzt Johannes Gramberg (1887–1963), den Sohn des Ministerialrats Otto Friedrich Gramberg (1856–1946).
In der Öffentlichkeit trat sie zum ersten Mal in Erscheinung, als sie 1926 den Elternrat und den Verein der ehemaligen Schülerinnen der Cäcilienschule gründete.

### Weimarer Zeit und Nationalsozialismus
1928 trat sie in die nationalliberalen Deutsche Volkspartei (DVP) ein und war bis zur Auflösung der Partei im Jahr 1933 Parteimitglied. Als Abgeordnete war sie von 1928 bis August 1933 Mitglied des Stadtrates von Oldenburg.
Im August 1933 musste sie unter dem Druck der NSDAP ihr Mandat niederlegen. Während des Dritten Reiches arbeitete sie in der Evangelischen Frauenarbeit und war Mitglied der Bekennenden Kirche.

### Nach dem Zweiten Weltkrieg
Nach Ende des Zweiten Weltkriegs war sie 1946 Mitbegründerin der Freien Demokratischen Partei (FDP) in Oldenburg und übernahm im Kreisverband Oldenburg-Stadt den stellvertretenden Parteivorsitz. Ab 1947 gehörte sie zudem dem Parteivorstand in der britischen Zone bis 1948 an. Gramberg wurde Mitglied des Rates der Stadt Oldenburg von 1946 bis 1968, seit 1947 war sie hier Vorsitzende des Gesundheitsausschusses und des Kulturausschusses. Weiterhin gehörte sie zu den Mitbegründerinnen der Frauenarbeit in Oldenburg.
Am 30. Januar 1946 bis zum 6. November 1946 wurde sie als eine von zwei Frauen neben Elisabeth Frerichs (SPD) zur Abgeordneten im Ernannten Landtag von Oldenburg bestellt. Im gleichen Jahr übernahm sie ein Mandat im Rat der Stadt Oldenburg, dem sie ununterbrochen bis zu ihrem Tod im Jahr 1968 angehörte. Dort diente sie als Vorsitzende des Gesundheitsausschusses und des Kulturausschusses, ab April 1955 war sie Senatorin im Verwaltungsausschuss. Nach den Landtagswahlen 1955 zog sie vom 6. Mai 1955 bis zum 5. Mai 1959 in der dritten Wahlperiode der in den Niedersächsischen Landtag ein.

### Außerpolitisches Engagement und Würdigung
Neben ihrem politischen Tätigkeit engagierte Gramberg sich ab 1954 auch als Sozialrichterin und war Mitglied des Vorstandes der Oldenburger Bürgervereine und daneben sowohl auf örtlicher als auch auf Landesebene in einer Vielzahl von kulturellen, sozialen, wirtschaftlichen und Frauen-Verbänden tätig. 1960 erhielt sie als eine der ersten Frauen der Region das Bundesverdienstkreuz 1. Klasse. Im Oldenburger Stadtteil Eversten ist die Margarete-Gramberg-Straße nach ihr benannt.